# Sandwich sous-marin

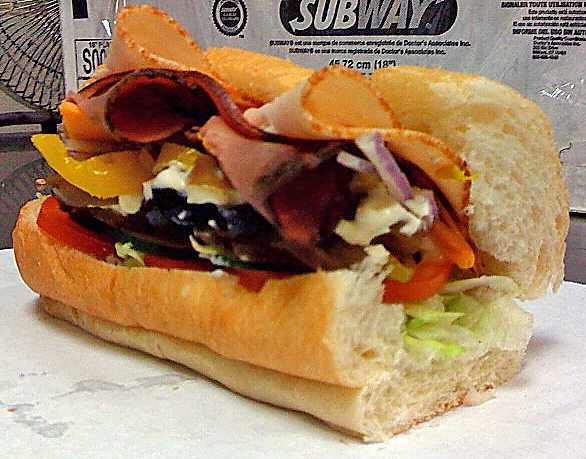
Un sandwich sous-marin.

Un sandwich sous-marin (submarine sandwich, surnommé « sub ») est une variété de sandwich américain constituée d'une baguette de pain. Il contient typiquement de la viande, du fromage, de la laitue, de la tomate et divers condiments, sauces ou assaisonnements.
Le dagobert (Belgique) en est un équivalent, le jambon-beurre (France) en est une version sans sauce ni légumes et surtout froid.
L'enseigne Subway, qui a fait du sub sa spécialité, est la chaîne de restauration la plus implantée aux États-Unis.